# Typosyllis longisetosa
Typosyllis longisetosa är en ringmaskart som beskrevs av Hartmann-Schröder 1990. Typosyllis longisetosa ingår i släktet Typosyllis och familjen Syllidae. Inga underarter finns listade i Catalogue of Life.